# Johanna Franco Zapata
Marvi Johanna Franco Zapata (Cali, 1985) is een Colombiaans beeldend kunstenaar, wonend en werkend in Nederland.

## Biografie
Franco Zapata groeide vanaf 1993 op in Curaçao. Zij studeerde aan het Instituto Buena Bista (IBB) in Willemstad en de Gerrit Rietveld Academie in Amsterdam. Na haar studie keerde zij terug naar Curaçao, waar zij in 2014 aan het IBB ging werken als studentenbegeleider en onafhankelijk kunstenaar. In 2022 verhuisde zij weer naar Nederland.
In haar werk houdt zij zich bezig met het koloniale verleden van Colombia en Curaçao en de gevolgen daarvan op de perceptie van de waarde van mensen en hun gevoel van eigenwaarde. Haar schilderijen en muurschilderingen zijn onder andere te vinden in de binnenstad van Willemstad. In 2018 had zij in het IBB haar eerste solo-expositie, Ropa sucia (Dirty laundry). In 2020 had zij in Landhuis Bloemhof de solo-expositie Chika Desvestida.
Johanna Franco Zapata werkt jaarlijks mee aan de summer school All you can art, een samenwerking van de Kunsthal in Rotterdam met het IBB. In 2019 hield zij in het kader van All you can art de performance Unbranded tattoo, waarbij zij het publiek confronteerde met de praktijk van het brandmerken van tot slaaf gemaakten, en de vraag wat vrijheid betekent. De performance begint met een gesprek over het koloniale verleden, slavernij, mentale slavernij en de sociale gevolgen daarvan, en eindigt met wat vrijheid betekent in het leven van de deelnemer. Op basis van het intieme levensverhaal maakt de kunstenaar een ontwerp dat zij, als de deelnemer ermee akkoord gaat, in een tatoeage verwerkt.
Haar maatschappelijke betrokkenheid uit zij ook door projecten als het op eigen initiatief en eigen kosten beschilderen van het portiershuisje van het strand Grote Knip ("Het aftandse huisje moet iets moois worden, waarmee ik op de kaart wil zetten dat het portiershuisje nooit gebruikt mag worden om entreegeld voor ons eigen strand te vragen") en van de kapotte elektriciteitskast aan de Kaminda Broedernan di Brakapoti in Jan Thiel, beide in 2019.

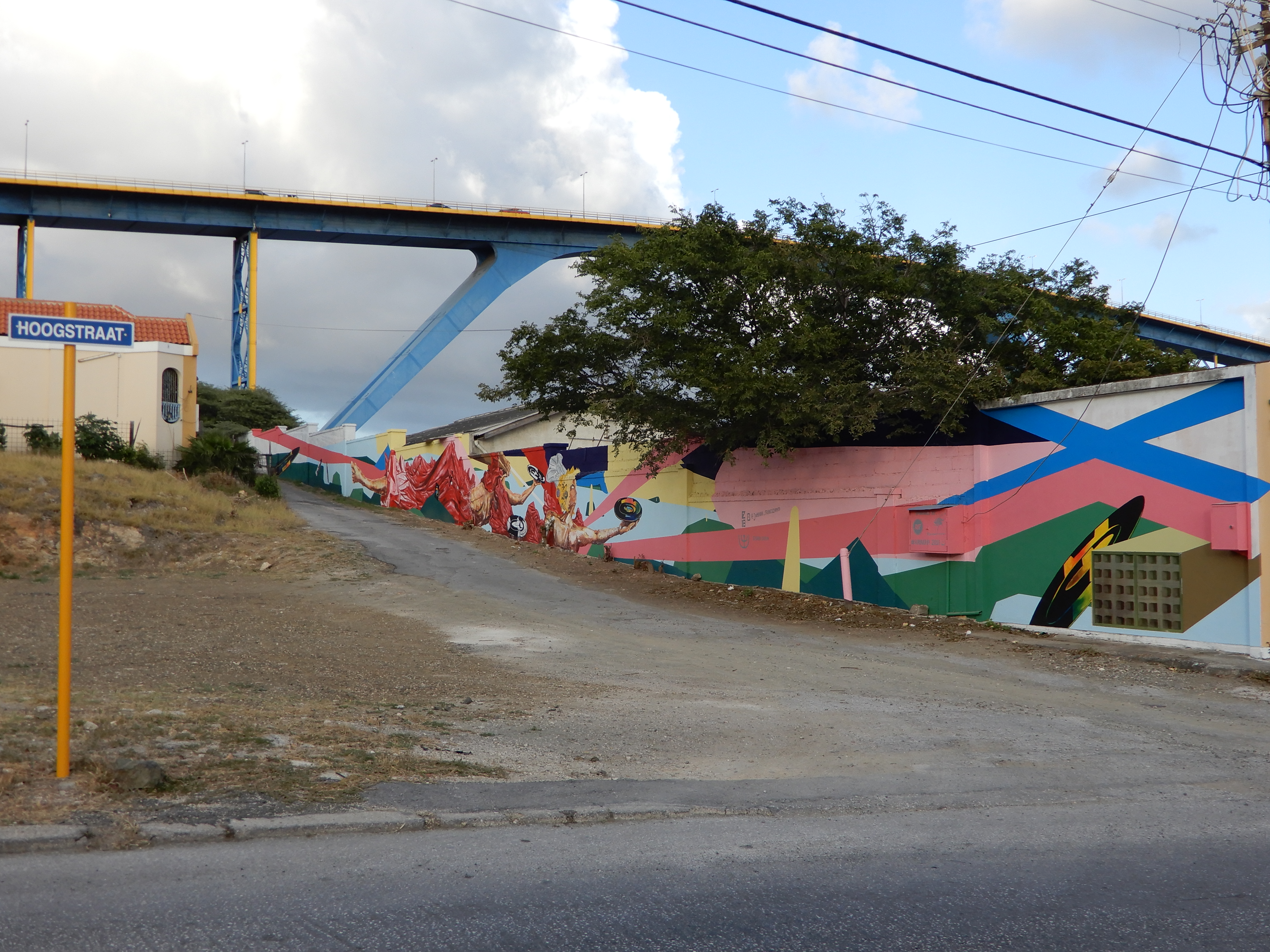
Muurschildering in Otrobanda La Entrada / appetizer in samenwerking met kunstenaar Duvan Duran, 2018
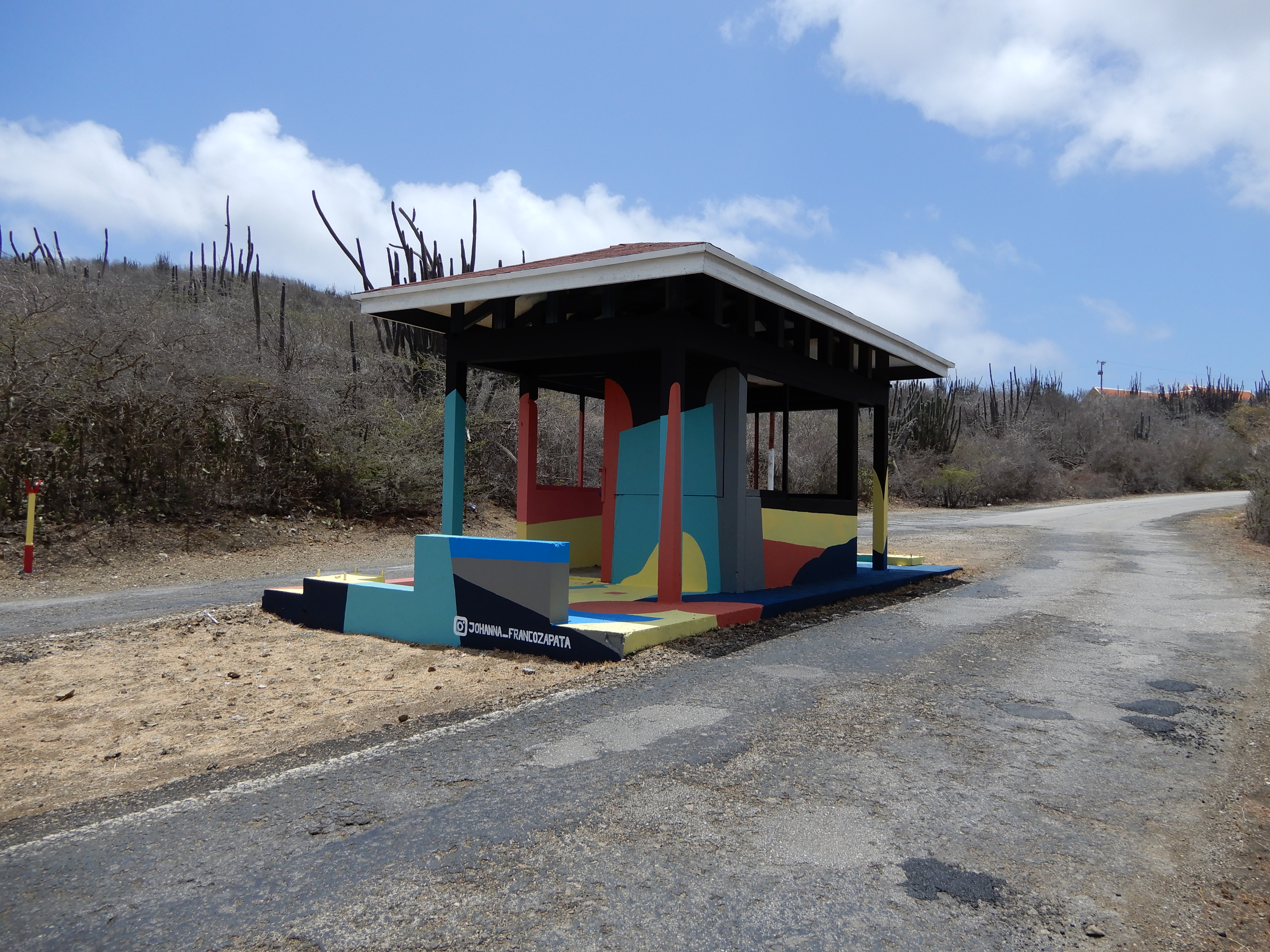
Portiershuisje bij Grote Knip, 2019
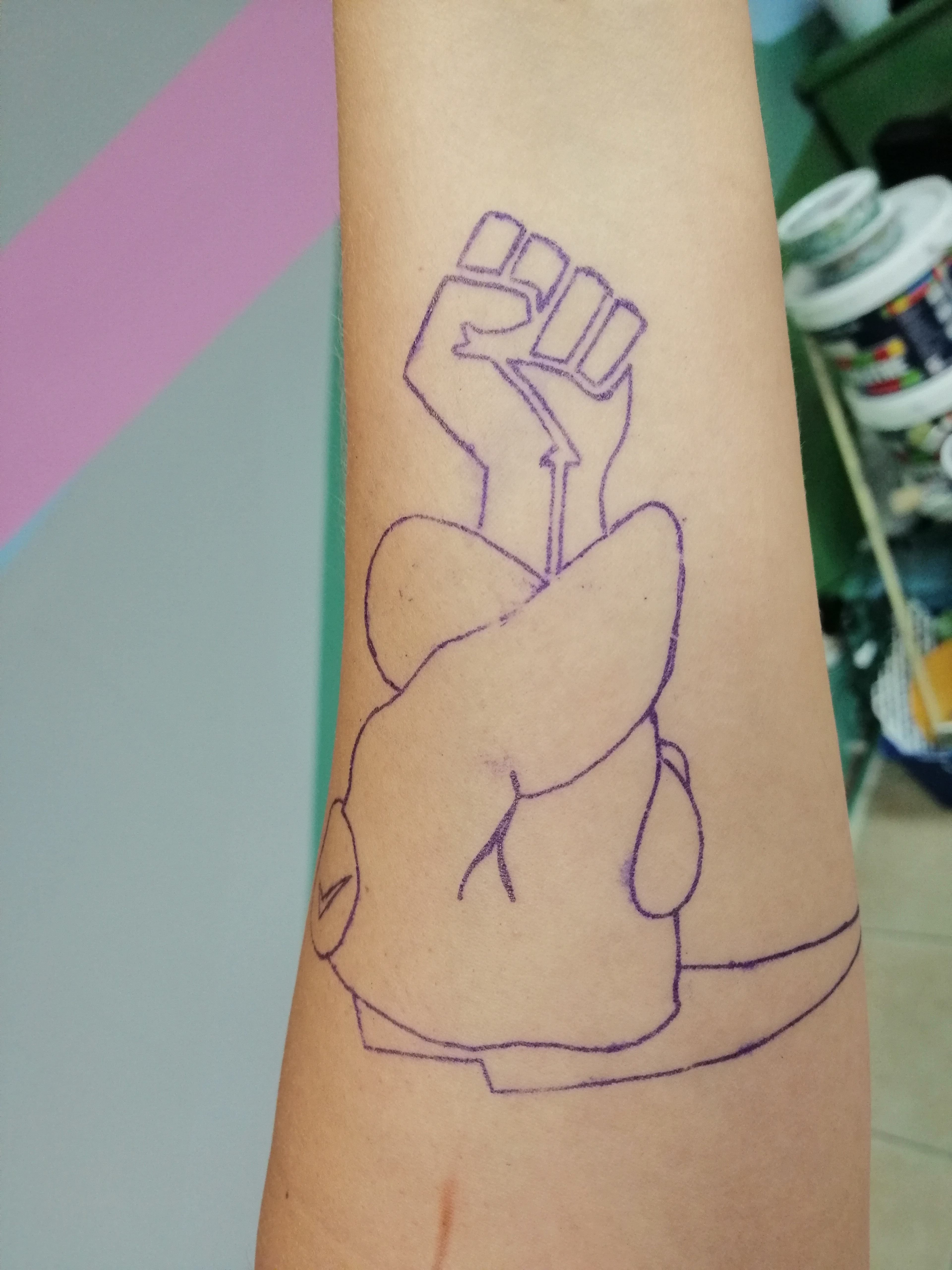
Schets unbranded tattoo
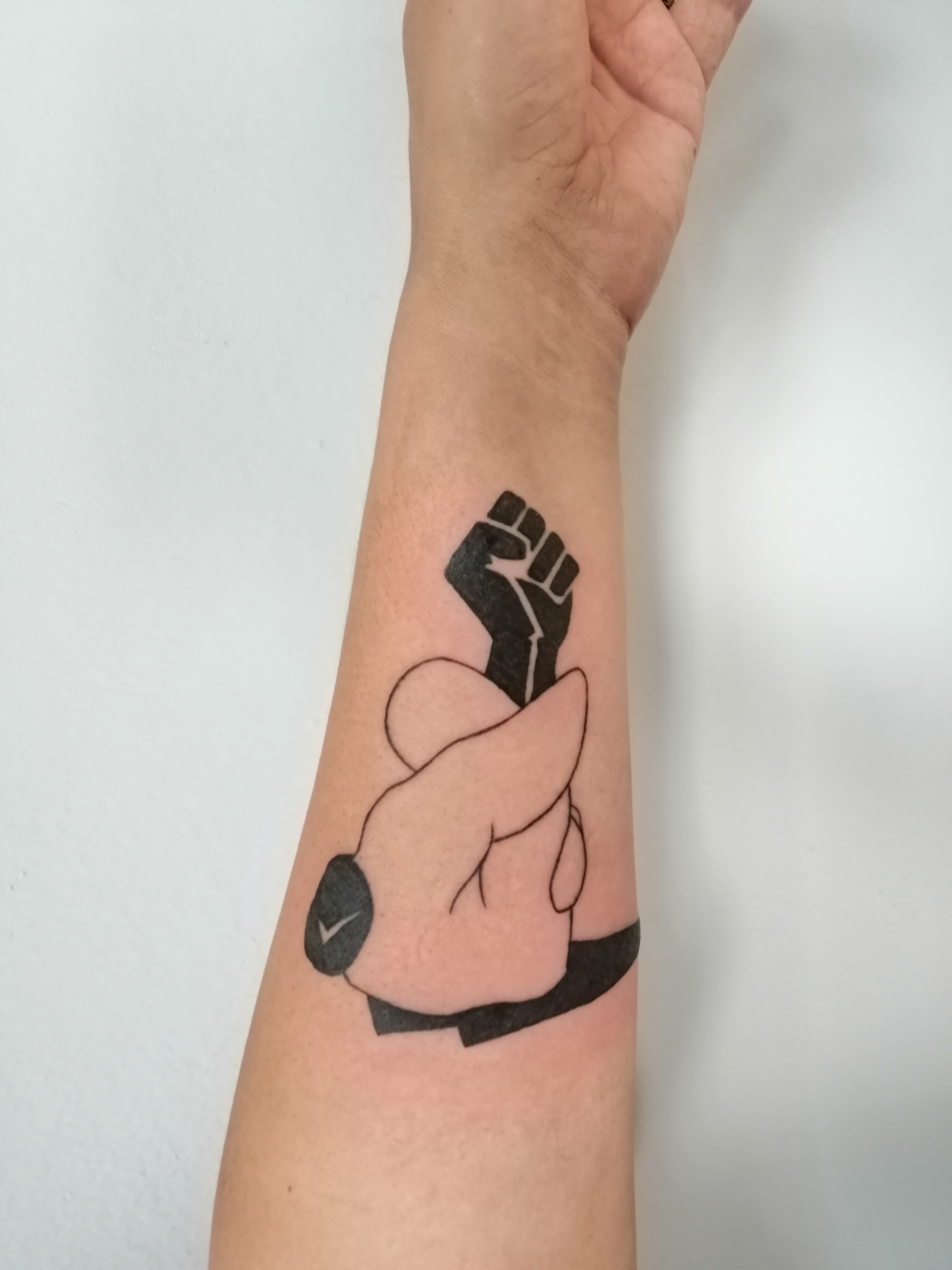
Unbranded tattoo
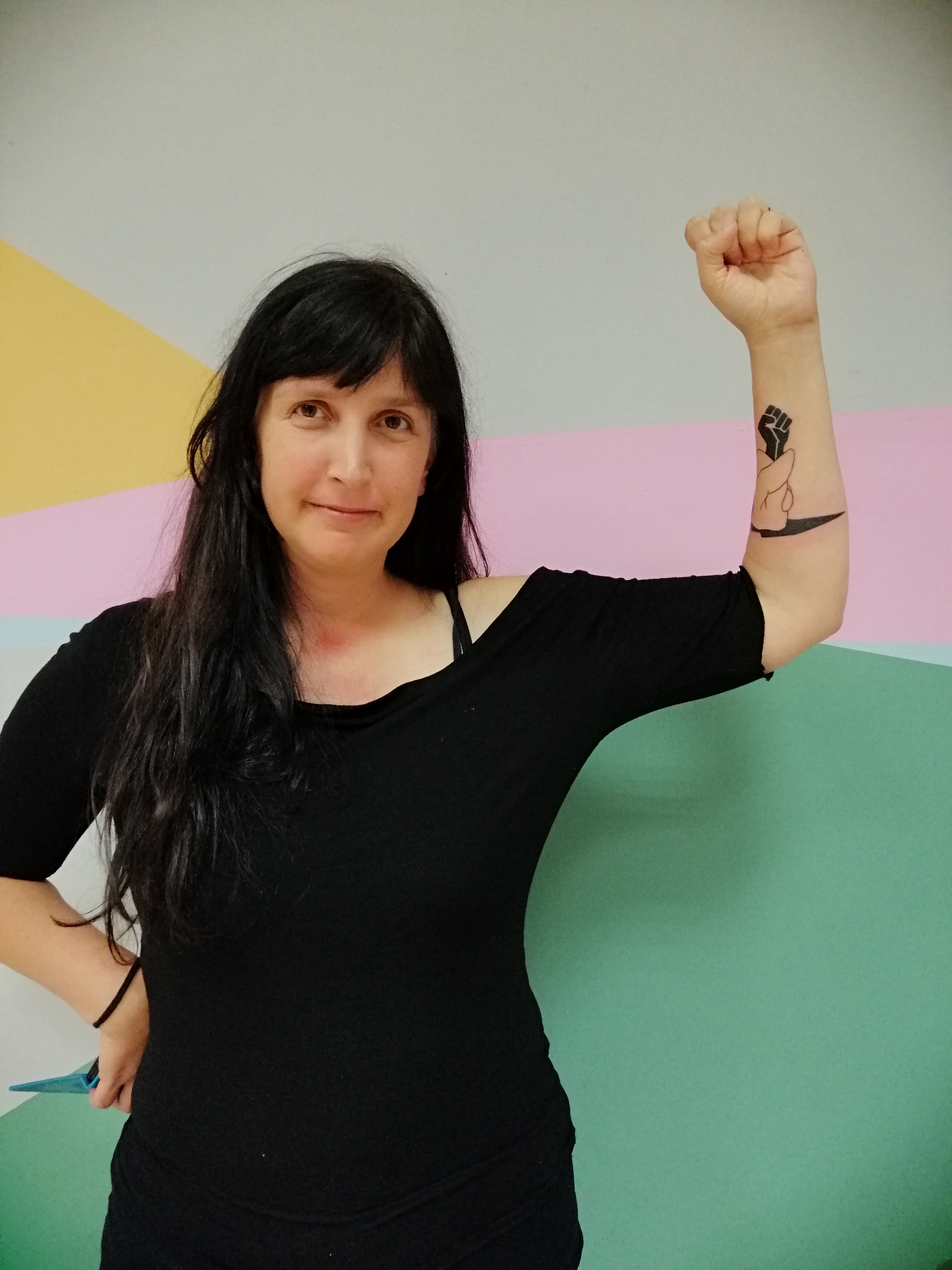
Vrouw met unbranded tattoo, 2019